# AS Adema
El AS Adema Analamanga es un equipo de fútbol de Madagascar que juega en el Campeonato malgache de fútbol, la liga de fútbol más importante del país.

## Historia
Fue fundado en el año 1955 en la ciudad de Ivato, aunque su sede está en la capital Antananarivo. No es un equipo que consiga muchos títulos, aunque es muy activo en competiciones internacionales, aunque sin mucho éxito, exceptuando la Copa CAF 2002, donde llegaron a los cuartos de final.
Este equipo posee el récord de la mayor goleada en un partido entre clubes, en el partido que derrotó al SO l'Emyrne 149-0 por la THB Champions League de Madagascar en la temporada 2002

## Palmarés
- Campeonato malgache de fútbol: 3

2002, 2006, 2012
- Copa de Madagascar: 4

2007, 2008, 2009, 2010
- Super Copa de Madagascar: 2

2006, 2008

## Participación en competiciones de la CAF
| Temporada | Torneo                       | Ronda            | Club                 | Casa | Visita | Global  |
| --------- | ---------------------------- | ---------------- | -------------------- | ---- | ------ | ------- |
| 2002      | Copa CAF                     | 1                | JS Saint-Pierroise   | 1-0  | 1-2    | 2-2 (a) |
| 2002      | Copa CAF                     | 2                | Mtibwa Sugar FC      | 1-0  | 1-2    | 2-2 (a) |
| 2002      | Copa CAF                     | Cuartos de final | Al-Masry Club        | 0-1  | 0-2    | 0-3     |
| 2003      | Liga de Campeones de la CAF  | Preliminar       | SS Saint-Louisienne  | 1-0  | 0-3    | 1-3     |
| 2007      | Liga de Campeones de la CAF  | Preliminar       | Anse Réunion FC      | 0-0  | 3-0    | 3-0     |
| 2007      | Liga de Campeones de la CAF  | 1                | TP Mazembe           | 2-2  | 1-4    | 3-5     |
| 2008      | Copa Confederación de la CAF | Preliminar       | Young Africans FC    | 1-0  | 0-2    | 1-2     |
| 2009      | Copa Confederación de la CAF | Preliminar       | AS de Vacoas-Phoenix | 0-1  | 1-1    | 1-2     |
| 2010      | Copa Confederación de la CAF | Preliminar       | Lengthens FC         | 0-0  | 1-2    | 1-2     |
| 2011      | Copa Confederación de la CAF | Preliminar       | Maxaquene            | 0-0  | 1-1    | 1-1 (a) |
| 2011      | Copa Confederación de la CAF | 1                | Wits University FC   | 2-0  | 1-1    | 3-1     |
| 2011      | Copa Confederación de la CAF | 2                | Difaa El Jadida      | 1-0  | 0-3    | 1-3     |
| 2013      | Liga de Campeones de la CAF  | Preliminar       | Primero de Agosto    | 1-0  | 2-4    | 3-4     |
| 2016      | Copa Confederación de la CAF | Preliminar       | Harare City FC       | 1-3  | 2-3    | 3-6     |

## Jugadores

### Jugadores destacados
| - Guy Hubert Mamihasindrahona - Milison Niasexe - Haja Patrick Rajaobary | - Tsima Eddy Randriamihaja - Fulgence Razaoniasy - Jean Tsaralaza |